# St. Pancras Renaissance London Hotel
St. Pancras Renaissance London Hotel er et hotel i London, England, der er indrettet i den forreste del af St Pancras Station. Det åbnede i 2011 og dækker en stor del af det tidligere Midland Grand Hotel, som blev designet af George Gilbert Scott. Det åbnede i 1873 og det lukkede igen i 1935. Bygningen som helhed inklusive lejligheder er kendt som St Pancras Chambers, og mellem 1935 og 1980'erne blev det brugt som kontorer til jernbanen. Klokketårnet er 82 m højt, og halvdelen af højde bruges til værelser og lignende.
Det øvre dele af den oprindelige bygning blev ombygget mellem 2005 og 2011 til lejligheder af Manhattan Loft Corporation.